# 斯特伦博
斯特伦博（義大利語：Strembo），是意大利特伦托自治省的一个市镇。总面积38平方公里，人口557人，人口密度14.7人/平方公里（2009年）。ISTAT代码为022184。